# Estonia hóa
Estonia hóa là việc chuyển họ tên của một người từ các ngôn ngữ khác sang tiếng Estonia. Đôi khi thuật ngữ này cũng được dùng để chỉ một khuynh hướng phát triển tiếng Estonia, văn hóa và bản sắc Estonia trong phạm vi các thiết chế giáo dục và các thiết chế khác thông qua nhiều chương trình khác nhau.

## Tên họ
Trước năm 1918, khi Estonia trở thành một nước độc lập, khoảng một nửa dân số người Estonia mang họ nước ngoài (chủ yếu là tiếng Đức) hoặc "nghe như nước ngoài", hay không phải là tên họ Estonia. Trong những năm 1920, và đặc biệt là những năm 1930, chính phủ thúc đẩy một "chiến dịch Estonia hóa tên họ" mang tính tự nguyện trên khắp đất nước. Trong suốt chiến dịch khoảng 200.000 công dân Estonia đã chọn một tên họ mới thay thế tên họ ban đầu. Số ít hơn cũng Estonia hóa tên riêng. Việc Estonia hóa họ tên dừng lại gần như hoàn toàn sau khi Liên Xô đưa quân vào chiếm đóng Estonia năm 1940. 

### Các tên Estonia hóa tiêu biểu
- Paul Berg → Paul Ariste
- Karl August Einbund → Kaarel Eenpalu
- Erhard-Voldemar Esperk → Ants Eskola
- Hans Laipman → Ants Laikmaa
- Friedebert Mihkelson → Friedebert Tuglas
- Kristjan Trossmann → Kristjan Palusalu

## Chính sách hòa nhập
Sau thời kỳ Liên Xô chiếm đóng (1944–1991), và Estonia khôi phục độc lập hoàn toàn vào năm 1991, chính phủ Estonia theo đuổi "chính sách hòa nhập" (được gọi không chính thức là "Estonia hóa") với mục tiêu củng cố bản sắc Estonia trong nhân dân, phát triển các giá trị chung và "niềm tự hào là công dân Estonia"; gắn với tôn trọng và chấp nhận các khác biệt văn hóa ở Estonia.

### Giáo dục
Vào ngày 14 tháng 3 năm 2000 chính phủ Estonia ban hành "Chương trình Quốc gia Hòa nhập trong xã hội Estonia 2000-2007". Mục tiêu và các lĩnh vực hòa nhập trong chương trình là ngôn ngữ - giao tiếp, pháp luật - chính trị và xã hội - kinh tế. Chương trình có 4 tiểu chương trình: giáo dục, giáo dục và văn hóa của các dân tộc thiểu số, giảng dạy tiếng Estonia cho người trưởng thành và năng lực xã hội. Mục tiêu của các tiểu chương trình được thực hiện thông qua việc trẻ em và người lớn học tiếng Estonia.